# 栄州警察署
栄州警察署（ヨンジュけいさつしょ）は、慶北地方警察庁所管の警察署である。

## 管轄区域
- 栄州市

## 沿革
- 1919年8月 - 開署
- 1945年10月21日 - 国立警察に引き継がれる
- 1987年9月10日 - 現在の庁舎が完成

## 組織
- 警務課
- 生活安全課
- 捜査課
- 警備交通課
- 情報保安課

## 管轄派出所
- 南部派出所
- 東部派出所
- 新栄州派出所
- 西部派出所
- 浮石派出所
- 順興派出所
- 安定派出所
- 長寿派出所
- 豊基派出所